# Катињски масакр
Катињски масакр или масакр у Катињској шуми (пољ. zbrodnia katyńska) је масовно погубљење пољских грађана које је наредила совјетска власт 5. марта 1940. године. Процене о броју убијених особа се крећу од 1.803 (према руској влади) до 21.768 (према пољској влади). Пољски ратни заробљеници су убијани у Катињу, Тверу (рус. Тверь), Харкову и другим местима. Око 8.000 убијених били су официри заробљени 1939. године током совјетског напада на Пољску, док су остали били пољски грађани — земљопоседници, жандари, власници фабрика и државни званичници — оптужени за шпијунажу и саботирање. Пољски војни систем је налагао да свако ко је поседовао универзитетску диплому буде резервни официр тако да су Совјети на овај начин побили велики број пољских интелектуалаца.
Прво се назив „Катињски масакр“ односио само на масакр у Катињској шуми, близу села Катињ и Гнездово (на 19 km западно од Смоленска, Русија), извршен над пољским официрима који су се налазиули у логору ратних заробљеника у Козелску. Међутим данас се односи на серију погубљења пољских ратних заробљеника из логора ратних заробљеника у Старобелску и Осташкову, као и на погубљења политичких затвореника у Западној Белорусији и Западној Украјини који су стрељани у Катињској шуми по Стаљиновом наређењу, затим у штабу НКВД-а у Смоленску у тзв. смоленској кланици, и у затворима Калинина (Твер), Харкову, Москви и другим руским градовима.
До Катињског масакра је дошло услед одлуке Политбироа ЦК Комунистичке партије Совјетског Савеза од 5. марта 1940. године да се побију сви ратни заробљеници које је НКВД држао у логорима на територији Совјетског Савеза. Масакр је извршен у строгој тајности, али већ 1943. године су откривене масовне гробнице у Катињу на простору који је привремено окупирала Нацистичка Немачка. Совјетски Савез је негирао одговорност за извршење масакра све до 1990. године када је објављено да је тајна полиција НКВД-а извршила масакр и покушала да сакрије доказе о њему.
Овај масакр се по мишљењу Института народног сећања, због идеолошке позадине као и великог броја жртава може сматрати геноцидом (злочин против човечности). Званична Русија одбацује овакав став између осталог и због страховања да би породице убијених могле да траже одштету. Руска власт је признала злочин, али га није означила као геноцид, покољ или ратни злочин. Да јесте, преживели учесници у извршењу масакра би морали да се казне, на чему Пољска влада и дан данас инсистира. Русија такође није уврстила убијене у жртве стаљинистичке репресије.

## Позадина масакра

### Пољски заробљеници у Совјетском Савезу
Совјетски Савез је 17. септембра 1939. године напао Пољску са истока. Напад је извршен док је Пољска била у рату са Немачком који је почео 1. септембра 1939. године и трпела значајне губитке на западном фронту. Овај напад је извршен у складу са споразумом Рибентроп — Молотов којим је извршена подела интересних сфера између Совјетског Савеза и Немачке. Због брзог напредовања Црвене армије која је наишла на слаб отпор, између 250.000 и 454.700 пољских војника је заробљено. Око 250.000 је сместа пуштено док је 125.000 предато НКВД-у. НКВД је сместа ослободио још 42.400 војника. Око 170.000 ослобођених војника су били пореклом Украјинци или Белоруси који су служили у пољској војсци. Око 43.000 војника који су рођени у западном делу Пољске (тада под немачком контролом) је предато Немцима. НКВД је 19. новембра 1939. године држао око 40.000 пољских ратних заробљеника: око 8.500 официра, 6.500 полицијских официра као и 25.000 војника и резервних официра.
До марта 1940. године створена су три посебна логора: Козелск (Козельск), Осташков (Оста́шков), и Старобелск (Старобельск) у којима су се нашли скоро сви пољски официри заробљени у Совјетском Савезу којих је било око 15 хиљада.
Дуго времена само ово је било познато јер је, на тада загонетан начин, овако велика скупина престала да даје знаке живота (породице су нагло престале да добијају писма од заробљеника). Гласине о масакру које су почеле да се јављају 1943. године СССР је прећуткивао или одлучно одбацивао. Тек слабљење и распад те државе су дозволили да се у потпуности сазна ток догађаја.

### Одлука о убиству и мотиви
Народни комесар за унутрашње послове Совјетског Савеза Лаврентиј Берија је 5. марта 1940. године послао документ (794/Б) Јосифу Стаљину у којем је после тврдње да пољски војни заробљеници (14.736 људи – од тога 97% Пољаци) као и затвореници у западној Белорусији и Украјини (18.632 људи - од тога 1.207 официра и укупно 57% Пољака) представљају „декларисане и безнадежно непоправљиве непријатеље совјетске власти“, изјавио да НКВД сматра да је разборито да се:
- случај и доношење одлука води тројка у саставу: Всеволд Меркулов (уписан посебно, вероватно од стране Стаљина изнад прецртаног Берије), Богдан Кобулов и Леонид Баштаков.

На документу се налазе 4 потписа: Стаљинов, Ворошиловљев, Молотовљев и Микојанов, као и дописано – Калинин – за, Каганович – за. У складу са документом Политбиро ЦК Комунистичке партије Совјетског Савеза је истог дана донео одлуку бр. P13/144 са садржином коју је Берија предложио, али у којој бројке нису наведене. Ова одлука представља пример вансудске пресуде за око 26 хиљада људи.
У Кобуловом кабинету се 14. марта одржао састанак. На њему је учествовала неколицина шефова округа НКВДа. Њима се данас приписује масакр. Берија је 22. марта издао наредбу бр. 00350 „О распуштању затвора НКВДа у Украјини и Берусији“. У тим затворима већина затвореника су били пољски официри и полицајци. Из Москве су 1. априла стигла 3 прва писма – упутства намењена логору у Осташкову. Ова писма су садржала имена 343 особа и била су почетак акције „распуштања затвора“.

## Масакр
Горенаведени налози за транспорт су углавном – сем неколико о премештању Јухнов (Юхнов) – били смртне пресуде. На основу тих налога су стварани конвоји, који су на разне начине (пешке, возовима или камионима) спровођени до места где су људи убијани. Постојало је пет места где су људи масовно убијани, али два места су и даље спорна пошто нема тачних података па се и даље често наводи неколико локација на којима су те групе жртава убијене. Места злочина су:
- Катињ, град код Смоленска са одмаралиштем НКВД-а.

Убијено 4.410 затвореника из логора Козелск, а од тог броја је део вероватно убијен у Смоленску у седишту НКВД-а. Из логора су одлазили конвоји у групама од 50 до 344 људи и то од 3. априла до 12. маја. Задњег дана организована су 2 конвоја у којима је укупно било 205 људи и послата у логор у Јухнову. Остали су побијени и сахрањени у 8 масовних гробница. Међу жртвама су били и: контраадмирал Ксавери Черњицки (Xawery Czernicki) и генерали Броњислав Бохатиревич (Bronisław Bohatyrewicz), Хенрик Минкјевич (Henryk Minkiewicz) и Мјечислав Сморавињски (Mieczysław Smorawiński), као и једна жена – потпоручник Јањина Левандовска (Janina Lewandowska).
Конвоји су железничком пругом у трајању од око 24 сата, преко Смоленска довожени до станице Гњаздово – присутан сведок на скоро целом путу конвоја 29. и 30. јуна 1940. године. је био професор Станислав Свјањевич (Stanisław Swianiewicz). Са железничке станице официри су аутобусом превожени на место масакра, где су над масовним гробницама млађим и јачим жртвама стављани шињели преко главе и везиване руке канапом совјетске производње исеченим на једнаке делове. Потом су изблиза убијани из пиштоља марке Walther, калибра 7,65 mm, углавном пуцњем у задњи део главе; неке жртве су додатно пребијане совјетским бајонетом. На месту убиства и код гробница су нађене чауре метака из поменутог пиштоља. Масакрирање на месту где су жртве сахрањене није у потпуности потврђено, а постоје извори који казују да је барем део жртава убијен у Смоленску, као и Хракову. Доказ за оваку тврдњу може да буде и то што су тела у једној од масовних гробница сложена другачије него у осталим. Тела су била више збијена, лепше сложена и окренута лицем надоле. Остаци жртава су сахрањени у 8 масовних гробница.
- Харков, окружно седиште НКВД-а

Убијено 3.739 затвореника из логора у Старобелску. Из логора су одлазили конвоји од 5. априла до 12. маја. Два конвоја од 25. априла и 12. маја у којима је укупно било 78 људи је послато у логор у Јухнову. Остали су убијени и сахрањени у масовним гробницама у околини Хракова, 1,5 km од села Пјатихатки (Пятихатки). Том приликом су убијени генерали: Леон Билевич (Leon Billewicz), Станислав Халер (Stanisław Haller), Александер Ковалевски (Aleksander Kowalewski), Казимир Орлик-Лукоски (Kazimierz Orlik-Łukoski), Константи Плисовски (Konstanty Plisowski), Франћишек Сикорски (Franciszek Sikorski), Леонард Скјерски (Leonard Skierski), Пјотр Скуратович (Piotr Skuratowicz) и Алојзи Вир-КОнас (Alojzy Wir-Konas).
Конвоји са заробљеницима су вагонима долазили до Харкова, а са железничке станице аутомобилима до затвора НКВД-а. После идентификације затвореницима су везиване руке, потом су увођени у салу у којој су убијани пуцњем у потиљак. Тела убијених су, са чаршавима везаним око главе, по ноћи одвожена камионима и сахрањивана.
- Твер, окружно седиште НКВД-а

Убијено 6.314 затвореника из логора у Осташкову. Из логора су одлазили конвоји од 4. априла до 16. маја. Три конвоја од 29. априла, 13. и 16. маја у којима је укупно било 112 особа је послато у логор у Јухнову. Остали су убијени и сахрањени у преко 20 масовних гробница у околини Твера у насељу Медноје (Медное).
Конвоји са заробљеницима су пешке довођени преко залеђеног језера Селигер до насеља Тупик и железничке станице Сорога, а потом вагонима до Твера у зграду НКВД-а (сада је Тверски медицински институт). У подруму је сваки заробљеник идентификован, после чега је довођен до тапацираних врата. Слично као и у Харкову, жртве су убијане пуцњем у потиљак из пиштоља марке Walther. Први пут, када је дошао конвој од 390 осуђеника егзекутори су имали проблема са убијањем тако великог броја људи па следећи конвоји нису прелазили бројку од 250 особа. Остаци убијених су одношени на камионе који су чекали испред и потом вожени до 32 km удаљеног насеља Медноје. Тамо је, на летњиковцу Тверског НКВД-а на крају шуме, уз помоћ багера из Москве већ била припремљена рака дубине 4-6 m у којој је могло да се смести око 250 посмртних остатака. Лешеви су убачени у раку после чега је багер затрпавао лешеве и припремао раку за следећи дан.
- Кијев

Убијено 3.435 (по другим подацима 4.181) затвореника из западне Украјине.
- Минск, ул. Лењина 17

Убијено 3.870 (по другим подацима 4.465) затвореника из западне Белорусије.
У Катињском масакру НКВД је побио скоро половину укупног броја пољских официра. Међу убијеним официрима било је укупно 14 генерала.
Масовно убиство је избегло једино 395 (често се спомиње и бројка од 448) затвореника који су пребачени у логор логор у Јухнову. Међу заробљеницима који су пребачени у Јуханов су били и Станислав Свјањјевич (Stanisław Swianiewicz) и Јузеф Чапски (Józef Czapski).

## Први период скривања масакра
После извршења масакра, који је имао статус државне тајне, за породице убијених је наступила нагла тишина – престала су да стижу писма, писма која су слана убијенима су се враћала, свака проба да се дође до података о судбинама заробљеника и месту где се они налазе је наилазила на зид ћутње. Почеле су да се јављају разне гласине, између осталих да су заробљеници послати у логоре на северу Русије, на Земљу Фрање Јосифа и Нову Земљу и да су удављени у Белом мору или Северном леденом океану.
У овом периоду није се јављала теза која ће убрзо постати веома заступљена о умешаности Немаца у судбину заробљеника. Иако су се односи Пољске и Совјетског Савеза изменили набоље после напада Немачке на СССР, Совјетске власти нису одговарале на захтев пољске владе да објасни статус заробљеника.
У овом периоду се појављује рапорт из 1940. године који је премијеру Черчилу послао бивши власник Катиња и који је видео убацивање тела у јаме.

## Проналажење гробова у Катињу
Место где се налазе масовне гробнице 1942. године открили су пољски радници које су Немци спровели из Баузуга. Место је откривено на основу података које су доставили мештани руске националности. Они су извршили независно истраживање и када су откопали два леша у пољским војним униформама обавестили су немачку власт која није била заинтересована. Међутим пред крај зиме 1943. године опет су се заинтересовале. Ексхумацију тела Немци су отпочели 18. фебруара и до 13. априла ископали су преко 400 тела. Тог дана берлински радио је јавио вест да је у Катињској шуми пронађена„јама … 28 m дугачка и 16 m широка, са телима 3.000 пољских официра који су поређани у 12 слојева.“
Немци су се трудили да искористе откриће у пропагандне сврхе тако да су већ 16. априла позвали Међународни Црвени крст, представнике Пољака као и војне заробљенике да посете место где је пронађена масовна гробница. У таквој ситуацији пољска влада у изгнанству генерала Владислава Сикорског (Władysław Sikorski) се обратила 17. априла Међународном Црвеном крсту да испита случај. МЦК је после шест дана изјавио да је спреман да учествује у проналажењу истине, али под условом да се за то обрате све заинтересоване стране, значи и СССР. На тај начин су  дате одрешене руке Стаљину да блокира делатност МЦК. Због тога је немачка влада основала међународну комисију од 12 особа из држава које су биле зависне од Трећег рајха и једне из Швајцарске. Комисија је била у Катињу од 28. до 30. априла. У Катињ је дошло и неколико Пољака, а били су и заробљени Американци, Енглези и Пољаци.
Откриће катињског масакра је био значајан догађај за Немце, који су га користили за пропаганду против Совјета. Гебелс је у свом дневнику 14. априла 1943. године написао: „Сада користимо откриће 12.000 пољских официра, које је убио ГПУ, за антибољшевичку пропаганду. Послали смо неутралне новинаре и пољске интелектуалце на место где су они пронађени. Извештаји који нам стижу од њих су ужасни. Фирер нам је такође дао дозволу да предамо сурове чланке немачкој штампи. Ја сам дао инструкције да се изврши најшира могућа употреба пропагандног матерјала“
Ексхумација је извршена у осам масовних гробница, а међу посмртним остацима пронађена су и тела два генерала који су потом сахрањени у посебним гробовима. До 3. јуна 1943. године ископано је преко 4.100 тела, а доктор Вођињски (Wodziński) је извршио 2.800 идентификација. Посао је детаљно документован и записан је између осталог и начин убиства, врста коришћеног оружја, а поред тела убијених су пронађена писма родбини која су престала да се појављују пролеће 1940. године.
Због ситуације на фронту и почетак лета ископавања су прекинута 3. јуна. Убрзо је терен поново потпао под руску контролу.
Документи о испитивању су били смештени у Кракову, али пред крај рата су нестали. У немачким војним протоколим је забележена бројка од 4.143 тела.

## Кривотворење и прећуткивање масакра

### СССР
У одговору на вест берлинског радија, московски радио (15. априла 1943) и новине „Правда“ (17. правда) су објавили званично становиште совјетских власти које за масакр оптужује Немачку. Када се пољска влада обратила МЦК-у „Правда“ је објавила чланак „Пољски сарадници Хитлера“, а у ноћи између 25. и 26. априла пољски амбасадор Тадеуш Ромер (Tadeusz Romer) је добио писмо о прекиду дипломатских односа. Британска Foreign Office је тајном депешом обавестила амерички Стејт департмент да је по њеном мишљењу: совјетска влада прекинула односе са Пољацима […] да би сакрила сопствену кривицу. Истовремено је Винстон Черчил у депеши коју је послао Стаљину оптужио Пољаке за прекид дипломатских односа: обнова пријатељских и економских веза са Совјетском Русијом неће бити могуће докле год она [пољска власт] износи увредљиве оптужбе на рачун Совјетске власти (…).
Када су Немци истерани из околине Смоленска оформљена је комисија под називом Специјална комисија за откривања и испитивања догађаја око стрељања пољских заробљеника у Катињској шуми које је извршио немачко-фашистички окупатор.
Комисија је објавила постојање 9 доказа на основу којих се може закључити да је злочин извршио Вермахт. Рапот комисије је подржао Стаљинову идеју од марта 1942. године према којој су пољски официри из Козелска, Осташкова и Старобелск на пролеће 1940. године пребачени без права комуникације у три радна логора 1-ON, 2-ON, 3-ON у околини Смоленска и да су их ту Немци побили када су заузели терен. Комисија је утврдила да је злочин извршен у августу-септембру 1941. године.
Подаци који осуђују Немце су се појавили и у неколико послератних совјетских енциклопедија
Крајем 50-их година 20. века, на предлог Хрушчова, шеф КГБа Александр Шелепин је у тајности испитивао масакр у Катињу и после претраживања по архивама НКВД-а и КГБ-а је у документу Н-632-Ш од 3. марта 1959. године предложио уништавање 21.857 досијеа са подацима о - како се изразио особа бивше буржоазијске Пољске – који нису корисни како у оперативном тако ни у историјском смислу. Предлог је извршен, а сачуван је само један досије са најбитнијим подацима који је чуван као совјетска најстрожа тајна. Овом досијеу приступ је имао само председавајући КП Совјетског Савеза.
У Катињу је 1978. године саграђен први спомен комплекс – саграђени су бетонски обелисци са мермерним луковима, на којима је исписано пољским и руском језиком: Жртвама фашизма – пољским официрима које су хитлеровци стрељали 1941. године.

### Нирнбершки процес
Овај догађај је споменут и за време Нирнбершког процеса, када је совјетски тужилац Руденко оптужио Немце за масакр 11.000 пољских официра у Катињу. Међутим поступак је заобиђен у коначним осудама као ствар коју је немогуће приписати Немцима. Значајно је то да је у тужби постојао запис о томе да су катињски масакр извршили Немци, али у коначној пресуди то је изостављено. Неки сматрају да је то доказ да је на међународној сцени овај случај још био отворен и сматран за случај који треба испитати.

### Велика Британија и САД
Западни савезници су били незаинтересовани за случај или су саветовали Пољској да буде уздржана и умерена. Британски политичари су се трудили да Катињ окруже „зидом ћутања“.
Малобројни, као што је нпр. Geoffrey Potocki de Montalk (аутор дела Katyn Manifesto - првог западног дела које говори истину о Катињском масакру), или британски амбасадор при пољској емиграционој влади Owen O'Malley су се трудили да дођу до истине.
Власт САД је такође дуго времена, због односа са Совјетским Савезом подржавала совјетску тезу о масакру и спречавала објављивање истинитих података о масакру. Познат је случај једног америчког пуковника који је 1943. године као заробљеник довезен са групом заробљеника у Катињ. Када је ослобођен поднео је рапорт генералу, али генерал је дао налог да рапорт добије статус „строго поверљиво“ и вероватно да се уништи. Тек 1952. године пуковник је поново морао да пише рапорт да би био достављен комисији која је вршила испитивање о злочину.

### Пољска
Пољски државни органи су такође били зависни од Совјетског Савеза, па су подржавали совјетску верзију о немачком злочину. На пролеће 1945. године, на захтев пољског министра правде Хенрик Свјонтковског (Henryk Świątkowski), отпочела је истрага о убиству пољских официра у Катињу. Истрагу је под надзором тужиоца Јежија Савицког (Jerzy Sawicki), водио доктор Роман Мартини (Roman Martini). Он је учествовао у одбрани Пољске 1939. године и добио је орден за храброст у току битке за Варшаву 1939. године. Истрагу је водио непуних годину дана, док није убијен 30. марта 1946. године. По неким пољским изворима истрага је требало да оптужи Немце за масакр, али Мартини је истрагу водио у другом правцу (кривица Совјетског Савеза).

## Званични ставови
Стаљинова верзија догађаја је одржавана у јавности како у Совјетском Савезу тако и у Пољској скоро до 1990. године. Године 1987, на основу перестројке основана је мешовита пољско-совјетска комисија која је имала за циљ да објасни недостатке у односима две земље. Комисија је основана уз сагласност тадашњег вође Совјетског Савеза Михаила Горбачова. Телеграфска агенција Совјетског Савеза је 14. априла 1990. године објавила да је за Катињски масакр крив СССР тј. Берија и његови сарадници.
Борис Јељцин је 14. октобра 1992. године наложио да се пољском председнику Валенси преда копија докумената из досијеа бр. 1. Документи су објављени 1992. године у Пољској у монографији „Катињ. Документи масакра“, а у Русији 1993. године.

## Независна и објективна истраживања

### САД
Тек 1952. године комисија сената САД је, после притисака Конгреса Америчке Полоније, испитала догађаје. Она је 22. децембра 1952. године поднела закључак на увид власти САД као и УН-у у коме се за масакр оптужује СССР. Комисија је такође предложила да се Совјетском Савезу суди пред Међународним судом правде. Године 1971, станица BBC је емитовала документарни филм о масакру.

### СССР/Русија, Белорусија, Украјина
Званично признање кривице Совјетског Савеза је омогућило испитивање архива. Такође то је омогућило да совјетски тужилац покрене истрагу у сарадњи са Пољском. Између осталог извршена су саслушања још увек живих сведока, као и ексхумацију још две масовне гробнице ван Катиња.
Ексхумација у Медноју је вршена од 15. до 31. августа. 1991. године на терену у облику петоугла димензија 37x108x36x120x120 m. Извршено је 30 ископавања и откопана је једна масовна гробница. Пронађено је око 240 посмртних остатака у полицијским униформама. На основу личних предмета и докумената утврђено је да су то скоро искључиво били пољски полицајци заробљени у Осташкову. Испитивања лобања убијених су показала да је 169 људи убијено пуцњем у задњи део главе. После завршетка испитивања 31. априла 1991. године посмртни остаци су свечано сахрањени. На следећим испитивањима 1994. и 1995. године Министарство унутрашњих послова Русије је пронашло све масовне гробнице и извршило ексхумацију осталих тела.
Ексхумација у околини Хракова је вршена од 25. јула до 9. августа 1991. године. Испитивања су извршена на простору површине 97x62x143x134 m. На овом простору је извршено 49 ископавања и пронађено 167 посмртних остатака пољских официра. У каснијим испитивањима пронађено је 75 масовних гробница, а у петнаест се налазио пепео спаљених тела пољских официра. Такође је пронађено још 420 посмртних остатака.

## Спомен места
Године 1994, у Кракову је склопљен споразум између Пољске и Русије о гробљима и местима сећања на жртве ратова и репресије тоталитаристичких режима.
Прво гробље које је било посвећено жртвама масакра НКВД-а је отворено у јуну 2000. године у Харкову у Украјини.
Некропола у Катињу је свечано отворена 28. јула.
Последња три гробља у Медноју, код Твера у Русији су отворена у септембру 2000. године.

## Савремене контроверзе
Иако се од 1990. године признаје да је СССР био крив за масакр и даље постоје мишљења појединаца да су за масакр криви Немци. Познати по таквим ставовима су између осталог публициста Јуриј Мухин (рус. Юрий Игнатьевич Мухин) као и гувернатор Аман Тиулејев (рус. Аман-Гельды Молдагазыевич Тулеев) који такође оптужује Пољску за масакр руских заробљеника 1920. године. Совјетски покушаји да се овај догађај прикаже на другачији начин су проузроковали да неки историчари сматрају да је масакр извршен у сарадњи Совјетског Савеза и Гестапоа или да је идеја за спровођење масакра била позната Немачкој још пре самог злочина. Основу за овакву сарадњу они виде у договору Совјетског Савеза и Пољске од 28. септембра 1939. године који је имао за циљ сарадњу у сламању сваког отпора против окупације... По овом договору требало је да Гестапо и НКВД одрже неколико конференција о методима убијања и депортације у Закопаним и Кракову. Професор Џорџ Вотсон (George Watson) са универзитета у Кембриџу сматра, сматра да је о судбини логораша у Катињу одлучено на једној таквој конференцији у Кракову, а то мишљење је цитирао и Л. Р. Котни Овакво мишљење имају још неке особе које испитују масакр као нпр. А. Паул

## Догађаји у току
Институт народног сећања (пољ. Instytut Pamięci Narodowej) је 30. јула 2004. године отпочео пољско истраживање о Катињском масакру.
Војно тужилаштво Руске федерације је 5. марта 2005. године објавило да затвара истрагу о масакру. Материјали истраге су се налазили у 183 тома, а од тога су 116 тома у потпуности остала скривена од јавности. Постоји мишљење да је један од разлога за скривање дела докумената то што се у њима можда налазе подаци о учешћу Комунистичке партије Пољске у спремању спискова за хапшење. Међутим ова теза може да се односи само на затворенике који су убијени у западној Белорусији и Украјини, јер су заробљеници у остале логоре затворени без икаквих спискова .
Дана 11. марта 2005. године Војно тужилаштво Руске федерације је званично изјавило да „нема основа да се катињски масакр сматра масакром“; мишљење о овоме је незванично речено већ пола године пре. Тада је изјављено између осталог да је заробљавање пољских официра, начин на који су заробљеници држани и понашање према њима одговарало нормама које су владале у то време. Такође је речено да је њихово убиство у сваком случају прекршај, али да он није био усмерен против народа.
Пошто је ова изјава говорила само шта овај догађај није удружење Мемориал (Memoriał) је поставило питање тужилаштву и добило одговор да је Катињски масакр представљао злоупотребу положаја особа које су водиле Црвену армију.
Крајем марта 2006. године Институт народног сећања је објавио да се део Смоленске архиве НКВД-а можда налази у САД. По њиховим сазнањима она је одузета Немцима после завршетка Другог светског рата, а Немци су је пре тога одузели у нападу Трећег рајха на СССР.
Председник Пољске Лех Качињски је 9 и 10. јула 2007. године посмртно унапредио за један чин све војнике, полицајце и остала униформисана лица којима су имена позната. Посмртно унапређење обухватило је преко 14 хиљада људи.
Пољски Сејм је 14. јула 2007. године прогласио 13. април Даном сећања на жртве катињског масакра (пољ. Dzień Pamięci Ofiar Zbrodni Katyńskiej).
Приликом пута на обележавање 70. година од масакра у априлу 2010, дошло је до авионске несреће код Смоленска у Русији. Погинула је бројна елита Пољске, укључујући и председника Леха Качињског са супругом као и бројни званичници, ветерани, посланици и сенатори, представници цркве, војске укључујући гувернера Народне банке, председника Олимпијског комитета као и цело војно-безбедносно руководство - начелник Генералштаба и команданти копнених снага, морнарице, ваздухопловства, специјалних снага и Варшавског гарнизона а такође и начелник канцеларије за националну безбедност.